# Michele Soppo
Michele Soppo, död 1650, var en italiensk herde som var medlem av det rituella sällskapet benandanti och dömdes för häxeri och kätteri. Han var den siste av benandanti som ställdes inför rätta. Han beskrivs i vittnesmålen som en "yngling", så han måste ha varit en ung man.

## Bakgrund
Michele anmäldes år 1642 till Inkvisitionen av en kvinna som anklagar honom för att vara medlem i benandanti. Han anlitades för att bota människor från sjukdomar som ansågs orsakas av förhäxning och sade sig också känna till vem som orsakat dem. Allt fler anklagelser om detta kom in. Prästen i hans by förhörde honom och förbjöd honom att fortsätta, men han svarade att han skulle inställa sig vid Inkvisitionen bara om han kallades, inte av fri vilja. Anklagelsen fullföljdes inte.
1647 anmäls han en gång till, denna gång av en man. Michele hade vägrat bota mannens son för att han inte hade råd att betala, och mannen hade då fått nöja sig med en av kyrkans exorcister, vilket han var missnöjd med; han kallade Michele häxmästare. Kyrkan beslöt att undersöka saken, och då vittnesmålen strömmade in under hela 1648 förs Michele år 1649 till fängelse, och rättegången om kätteri och häxeri inleddes.

## Processen
Michele sade omedelbart att han visste att det fanns häxor som åt barn och utförde magi, han kände till dem, han såg dem på deras möten varje torsdag, och rabblade snabbt upp en beskrivning av en klassisk häxsabbat, men att benandanti inte är några häxor utan bara åskådare vid häxsabbaten och bekämpar häxorna - och han avbröt sig plötsligt och sade: "Så fort jag har sagt sanningen kommer ni att döma mig till döden".

### Vittnen
En munk, en exorcist, kallades in för att bekräfta om den pojke Michele inte ville bota verkligen är förhäxad och vem som är ansvarig. Munken förklarade att han är trött på alla benandanti, som han får ersätta varje gång de nekar att bota någon från häxornas förtrollningar och att han önskade att alla ska förstå att både benandanti och häxorna båda är Satans försvurna; han bekräftade att pojken är förhäxad och sade att Michele är skyldig. En mängd vittnen sade att han inte bara kunde bota från förhäxning utan också förhäxa själv, att han kunde orsaka oväder, att prästerna inte kunde bota förhäxningar, bara han, att han nekade att bota folk om de inte kunde betala och, då man bad att han skulle göra det för sin själs skull, sagt att han inte brydde sig om sin själ.

### Förhör
Under förhören tillfrågades han hur benandanti kunde vara närvarande vid en häxsabbat utan att själva vara häxor, hur kunde han bota folk från förhäxningar utan att själv kunna trolla? Michele började gråta under pressen, han sade att häxorna vid mötena dyrkar Djävulen medan benandanti dyrkar Gud, han sade att han bara bad häxorna att upphäva sina förtrollningar så gjorde de det, därför att det var så reglerna såg ut; häxorna talade om för benandanti då de förhäxar någon, och det är inte benandanti som upphäver förtrollningen, de ber häxorna att göra det. Kyrkan pressade honom; hur kan häxorna lyda honom om han inte själv är en häxmästare och en trollkarl? Då han pressades, sade han plötsligt att de gör det för att de är rädda att han annars ska ange dem, så att de skulle brinna på bål.

### Erkännande
Kyrkan vägrade att tro på att benandanti inte själva är häxor, och fortsatte pressa honom tills han bröt samman; till slut gav Michele upp och rabblade upp en mycket klassisk beskrivning om hur han försvurit sig till Djävulen och dansat vid häxsabbaten och stampat på korset och kysst Satans anus och mördat tre barn genom att suga deras blod som en vampyr och att han hade botat folk från förhäxning med Satans hjälp och magi.
Då han tillfrågades om han hade något att säga till sitt försvar sade han: "Vad vill ni att jag ska komma med till mitt försvar, när jag inte har någon som har gjort något för min skull eller som skulle göra något alls för mig."

### Dom
Det rekommenderades, att eftersom han erkände sitt brott och ångrade sig, skulle han inte bli avrättad utan få nåden att tillbringa resten av sitt liv kedjad som galärslav. Men innan han dömdes avled han i inkvisitionens fängelse av okända orsaker; hans tillstånd i fängelset uppges ha varit mycket dåligt. Han testamenterade sina få ägodelar till sina medfångar.